# Roemenië op de Olympische Winterspelen 1936
Tijdens de Olympische Winterspelen van 1936, die in Garmisch-Partenkirchen (Duitsland) werden gehouden, nam Roemenië voor de derde keer deel.

## Deelnemers en resultaten

### Alpineskiën
| Olympiër          | Discipline     | Resultaat | Prestatie                                           |
| ----------------- | -------------- | --------- | --------------------------------------------------- |
| Horst Scheeser    | combinatie (m) | 24e       | 76,55 punten afdaling: 6.03,4 slalom: 1.41,6+1.36,5 |
| Iosif Covaci      | combinatie (m) | dnf       | niet gefinisht afdaling: 7.56,8 slalom: 2.08,3+dns  |
| Rudolf Klöckner   | combinatie (m) | dnf       | niet gefinisht afdaling: 7.16,4 slalom: 1.52,7+dns  |
| Wilhelm Zacharias | combinatie (m) | dnf       | niet gefinisht afdaling: 6.16,2 slalom: 1.40,2+dns  |

### Bobsleeën
| Olympiër                                                                | Discipline                | Resultaat | Prestatie                                       |
| ----------------------------------------------------------------------- | ------------------------- | --------- | ----------------------------------------------- |
| Alexandru Frim Costel Rădulescu                                         | 2-mansbob (m) Roemenië I  | 15e       | 5.56,01 (1.29,96 / 1.27,26 / 1.34,06 / 1.24,73) |
| Alexandru Budișteanu Dumitru Gheorghiu                                  | 2-mansbob (m) Roemenië II | 16e       | 5.58,91 (1.30,37 / 1.27,58 / 1.34,11 / 1.26,85) |
| Emil Angelescu Dumitru Gheorghiu Teodor Popescu Alexandru Tautu         | 4-mansbob (m) Roemenië I  | dns       | niet gestart (niet gestart / — / — / —)         |
| Alexandru Budișteanu Costel Rădulescu Alexandru Ionescu Aurel Mărăcescu | 4-mansbob (m) Roemenië II | dnf       | opgave (1.31,81 / 1.28,37 / 1.25,21 / dnf)      |

### Kunstrijden
| Olympiër                                 | Discipline | Resultaat | Prestatie               |
| ---------------------------------------- | ---------- | --------- | ----------------------- |
| Roman Turușanco                          | mannen     | 19e       | pc. 128,0; 337,8 punten |
| Irina Timcic Alfred Eisenbeisser-Ferraru | paarrijden | 13e       | pc. 102,0; 9,0 punten   |

### Langlaufen
| Olympiër                                                 | Discipline            | Resultaat | Prestatie                               |
| -------------------------------------------------------- | --------------------- | --------- | --------------------------------------- |
| Ion Coman                                                | 18 km (m)             | 60e       | 1:36.21                                 |
| Iosif Covaci                                             | 18 km (m)             | 61e       | 1:37.23                                 |
| Wilhelm Zacharias Iosif Covaci Ion Coman Rudolf Klöckner | 4x10 km estafette (m) | 14e       | 3:27.50 (56.56 / 50.23 / 48.32 / 51.59) |

### Schansspringen
| Olympiër      | Discipline | Resultaat | Prestatie                  |
| ------------- | ---------- | --------- | -------------------------- |
| Hubert Clompe | mannen     | 41e       | 174,0 punten (58,0+59,0 m) |

Australië · België · Bulgarije · Canada · Duitsland · Estland · Finland · Frankrijk · Griekenland · Groot-Brittannië · Hongarije · Italië · Japan · Joegoslavië · Letland · Liechtenstein · Luxemburg · Nederland · Noorwegen · Oostenrijk · Polen · Roemenië · Spanje · Tsjecho-Slowakije · Turkije · Verenigde Staten · Zweden · Zwitserland